# 2320 Blarney
2320 Blarney је астероид главног астероидног појаса са пречником од приближно 38,81 .
Афел астероида је на удаљености од 3,571 астрономских јединица (АЈ) од Сунца, а перихел на 2,769 АЈ.
Ексцентрицитет орбите износи 0,126, инклинација (нагиб) орбите у односу на раван еклиптике 11,512 степени, а орбитални период износи 2062,121 дана (5,645 година).
Апсолутна магнитуда астероида је 10,50 а геометријски албедо 0,074.
Астероид је откривен 29. августа 1979. године.